# Tombeck
Tombeck, eigentlich Thomas Irlbeck, (* 22. Februar 1974 in München) ist ein deutscher Zauberkünstler, der für seine Close-Up-Vorführungen bekannt ist.

## Leben
Nachdem er sich als Jugendlicher intensiv mit Zauberei beschäftigte, wurde Tombeck mit 23 Jahren in den „Magischen Zirkel von Deutschland“ aufgenommen. Bekannt wurde er schließlich mit seinen Bühnenshows und mit seiner Close-Up-Zauberei, die er Prominenten wie Liz Hurley, Helmut Schmidt und Sebastian Vettel, bei Events von Konzernen wie Porsche, Microsoft und ProSieben sowie in diversen Internetmagazinen und TV-Shows wie zum Beispiel dem FC-Bayern-Magazin „Zoom“ vorführte.
Als einer der führenden Close-Up-Magier erhielt er 2005 einen Lehrauftrag an der Zauberakademie Deutschland, die als renommierteste Zauberschule Europas gilt. Außerdem unterrichtete er Barmagie an der „modern bartending school“. Zu seinen bekanntesten Vorführungen gehören „Die geheime Gesellschaft“, eine mehrmals jährlich stattfindende Close-Up-Show in München, und der „Motorrad-Karten-Stunt“, den er als einziger Zauberer in dieser Form aufführt.

## Auszeichnungen
2012 lud der „Magische Zirkel von Deutschland“ die 100 besten Zauberer des Landes zu einer Gala ein. Seitdem hält Tombeck mit anderen internationalen Zauberern den Guinness-Weltrekord für die Sparte „Die meisten Magier in einer Zaubergala“. 2015 erhielt Tombeck außerdem den Preis „Künstler des Jahres“ in der Sparte „Close-Up-Magie“, der jedes Jahr vom Internationalen Fachverband für Show- und Unterhaltungskunst ausgelobt wird. Ein Jahr später wurde Tombeck Mitglied der International Magicians Society, dem weltweit größten Verband von Magiern, und erhielt den Merlin Award, der als Oscar für Magier gilt. Zu den „Top 100 Excellence Entertainern“ zählt Tombeck seit 2017.